# Correggiato

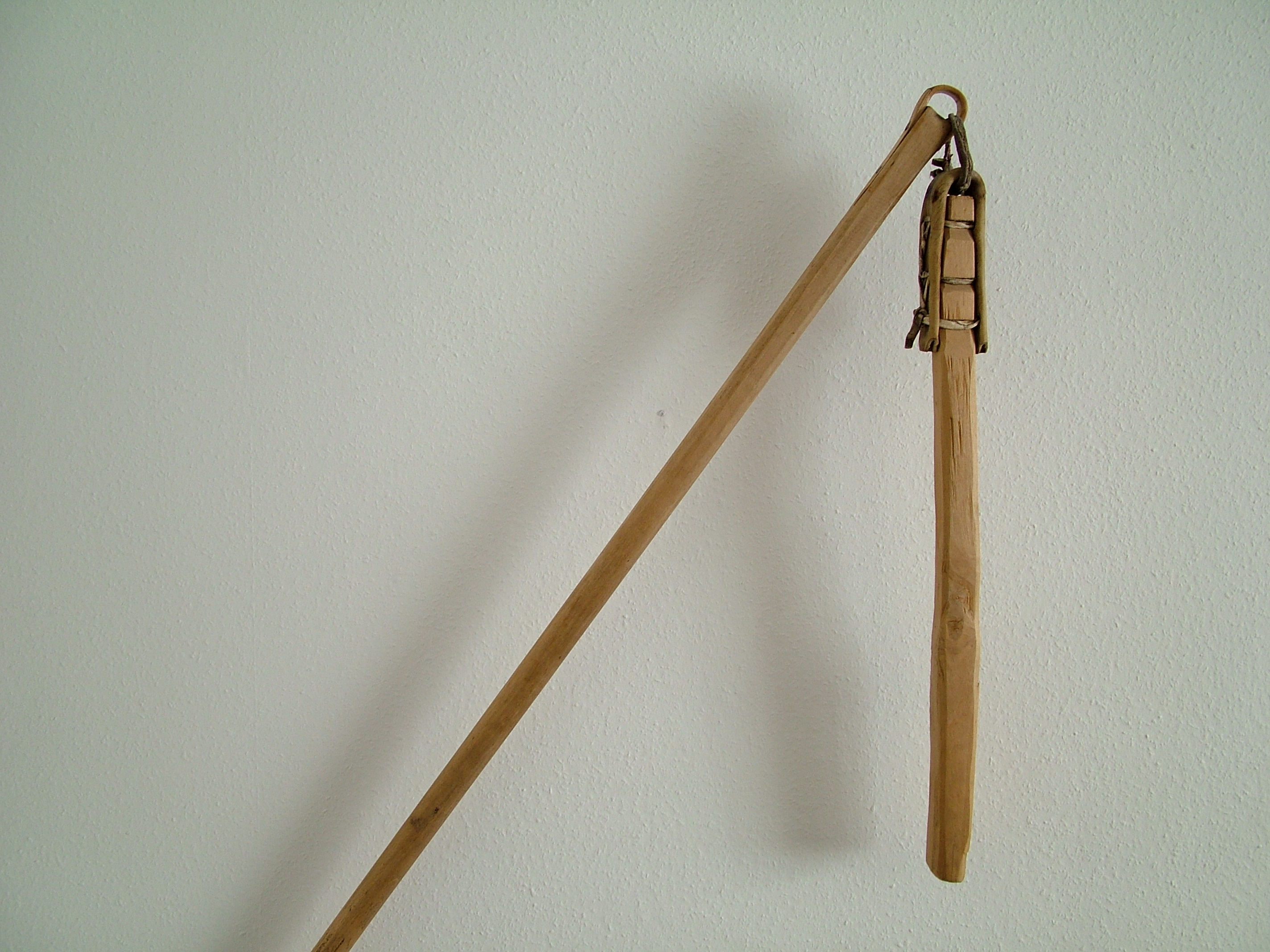
Correggiato

Il correggiato è uno strumento agricolo, impiegato un tempo dai contadini per la "battitura" del grano, funzione oggi svolta dalle trebbiatrici (la trebbiatura, cioè la separazione del frutto non ancora sgusciato dalla spiga, non va confusa con la mietitura della spiga, cioè il taglio con le falci o le macchine falciatrici).
Il correggiato consisteva in due aste di legno, una più lunga (manfanile) e una più corta (calocchia), collegate da corregge. L'attrezzo veniva impugnato per l'asta lunga, mentre la corta oscillava dal lato opposto all'impugnatura: battuta sulle spighe stese sull'aia distaccava il grano dalla pula.
.